# Unonopsis spectabilis
Unonopsis spectabilis är en kirimojaväxtart som beskrevs av Friedrich Ludwig Diels. Unonopsis spectabilis ingår i släktet Unonopsis och familjen kirimojaväxter. Inga underarter finns listade i Catalogue of Life.